# Tutelina
Tutelina is een geslacht van spinnen uit de familie springspinnen (Salticidae).

## Soorten
De volgende soorten zijn bij het geslacht ingedeeld:
- Tutelina elegans (Hentz, 1846)
- Tutelina formicaria (Emerton, 1891)
- Tutelina harti (Peckham, 1891)
- Tutelina purpurina Mello-Leitão, 1948
- Tutelina rosenbergi Simon, 1901
- Tutelina similis (Banks, 1895)